# Robyn Parks
Robyn Lashae Parks (Waldorf, 19 luglio 1992) è una cestista statunitense naturalizzata greca, professionista nella WNBA.

## Carriera
Dopo cinque stagioni disputate in Spagna e due in Italia, ha debuttato nella WNBA nel 2023.

## Palmarès
- Coppa Italia: 1
Famila Schio: 2024